# 高我羅
高我羅（韓語：고아라，1992年9月21日—），韓国女子羽毛球運動員。

## 簡歷
2012年，高我羅出戰韓國羽毛球黃金大獎賽，與柳海媛打進女雙準決賽。

### 2013年世錦賽
2013年8月，高我羅參加中國廣州舉行的世界羽毛球錦標賽，與柳海媛以16號種子身分出戰女子雙打項目。她們首圈輪空，第二圈即以2比0擊敗英格蘭組合晉級；但在第三圈就以0比2（13-21、10-21）負於5號種子、中國的田卿/赵芸蕾，16強止步。
2015年7月，高我羅代表韓國（朝鮮大學）出戰韓國光州市舉行的世界大學生運動會羽毛球比賽，贏得混合團體金牌，以及女子雙打和混合雙打兩面銅牌。

## 主要比賽成績
只列出曾進入準決賽的國際賽事成績：
| 年份   | 賽事                     | 公開賽級別 | 項目     | 拍檔         | 成績   |
| ------ | ------------------------ | ---------- | -------- | ------------ | ------ |
| 2012年 | 冰島羽毛球國際賽         | 國際系列賽 | 女子雙打 | 柳海媛       | 亞軍   |
| 2012年 | 韓國羽毛球黃金大獎賽     | 黃金大獎賽 | 女子雙打 | 柳海媛       | 準決賽 |
| 2013年 | 澳洲羽毛球黃金大獎賽     | 黃金大獎賽 | 女子雙打 | 柳海媛       | 準決賽 |
| 2013年 | 亞洲羽毛球錦標賽         | 其他       | 女子雙打 | 柳海媛       | 準決賽 |
| 2013年 | 泰國羽毛球黃金大獎賽     | 黃金大獎賽 | 女子雙打 | 柳海媛       | 準決賽 |
| 2013年 | 中華台北羽毛球黃金大獎賽 | 黃金大獎賽 | 女子雙打 | 柳海媛       | 準決賽 |
| 2013年 | 韓國羽毛球黃金大獎賽     | 黃金大獎賽 | 女子雙打 | 柳海媛       | 亞軍   |
| 2013年 | 澳門羽毛球黃金大獎賽     | 黃金大獎賽 | 女子雙打 | 柳海媛       | 準決賽 |
| 2013年 | 越南羽毛球大獎賽         | 大獎賽     | 女子雙打 | 柳海媛       | 冠軍   |
| 2014年 | 優霸盃                   | 其他       | 女子團體 | －           | 準決賽 |
| 2014年 | 亞洲運動會羽毛球比賽     | 其他       | 女子團體 | －           | 銀牌   |
| 2014年 | 韓國羽毛球大獎賽         | 大獎賽     | 女子雙打 | 金昭映       | 準決賽 |
| 2014年 | 澳門羽毛球黃金大獎賽     | 黃金大獎賽 | 混合雙打 | 金德永       | 準決賽 |
| 2015年 | 泰國羽毛球國際挑戰賽     | 國際挑戰賽 | 混合雙打 | 金德永       | 準決賽 |
| 2015年 | 世界大學運動會羽毛球比賽 | 其他       | 混合團體 | －           | 金牌   |
| 2015年 | 世界大學運動會羽毛球比賽 | 其他       | 女子雙打 | 柳海媛       | 銅牌   |
| 2015年 | 世界大學運動會羽毛球比賽 | 其他       | 混合雙打 | 金沙朗       | 銅牌   |
| 2015年 | 泰國羽毛球黃金大獎賽     | 黃金大獎賽 | 女子雙打 | 柳海媛       | 準決賽 |
| 2015年 | 韓國羽毛球大師賽         | 大獎賽     | 女子雙打 | 柳海媛       | 準決賽 |
| 2016年 | 亞洲羽毛球團體錦標賽     | 其他       | 女子團體 | －           | 季軍   |
| 2016年 | 紐西蘭羽毛球黃金大獎賽   | 黃金大獎賽 | 女子雙打 | 柳海媛       | 準決賽 |
| 2016年 | 優霸盃                   | 其他       | 女子團體 | －           | 亞軍   |
| 2018年 | 杜拜羽毛球國際挑戰賽     | 國際挑戰賽 | 女子雙打 | Yoo Chae Ran | 冠軍   |
| 2018年 | 杜拜羽毛球國際挑戰賽     | 國際挑戰賽 | 混合雙打 | Ahn Se Sung  | 準決賽 |

| 2007-2017年 | 首要超級賽 | 超級賽 | 黃金大獎賽 | 大獎賽 | 國際挑戰賽 | 國際系列賽 | 未來系列賽 | 其他 |

| 2018-2026年 | 總決賽 | 超級1000賽 | 超級750賽 | 超級500賽 | 超級300賽 | 超級100賽 | 國際挑戰賽 | 國際系列賽 | 未來系列賽 | 其他 |

### 奧運會和世錦賽參賽紀錄
|          | 搭檔   | 2013 | 2014 | 2015 |
| -------- | ------ | ---- | ---- | ---- |
| 女子雙打 | 柳海媛 | 16強 | 16強 | 8強  |